# Айрін Дейлі
Айрін Де́йлі (англ. Irene Dailey; 1920–2008) — американська актриса театру, кіно та телебачення.

## Біографія
Дейлі народилася в Нью-Йорку. Її братом був актор Ден Дейлі.
Дейлі отримала театральну премію Drama Desk Award 1966 року за роботу в п'єсі Rooms і зіграла Нетті Клірі в оригінальній бродвейській постановці драми The Subject Was Roses (1964), яка отримала премію Тоні. Інші ролі на Бродвеї включали Idiot's Delight, The Good Woman of Szechwan та You Know I Can't Hear You When the Water's Running.
У 1969 році Дейлі приєдналася до акторського складу довготривалого серіалу CBS «На межі ночі» в ролі Памели Стюарт, мстивої дружини колишнього чоловіка Ніколь Дрейк Дуейна, яка зарізала Стефані Мартін. У 1971 році вона отримала премію Сари Сіддонс за роботу в чиказькому театрі. Пізніше Дейлі приєдналася до акторського складу серіалу «Інший світ» у 1974 році як четверта актриса, яка зіграла роль сімейного матріарха Ліз Метьюз. У той час як інші члени родини Метьюз були виключені на початку 1980-х років, вона залишалася головною героїнею шоу до літа 1986 року, повернувшись у листопаді 1987 року без контракту, будучи помітною фігурою на 25-му та 30-му ювілеї шоу і востаннє виступала в травні 1994 року.
Її робота над «Іншим світом» була відзначена денною премією «Еммі» як найкраща актриса в 1979 році. Після її останньої появи в 1994 році вона з'явилася на Бродвеї у відновленні п'єси Стріндберга «Батько», отримавши чудові відгуки за свою гру медсестри Френка Ланджелли, яка повинна маніпуляціями вдягнути його в гамівну сорочку після того, як він збожеволів. Серед її фільмів: «З леді так не поводяться» (1968), «П'ять легких п'єс» (1970) і «Жах Амітивіля» (1979).
Вона ніколи не виходила заміж і не мала дітей через відсутність інтересу до того й іншого.
Дейлі померла 24 вересня 2008 року від раку товстої кишки в медичному закладі в Санта-Роза, Каліфорнія.

## Фільмографія

### Фільм
| Рік  | Назва                    | Роль                | Примітки |
| ---- | ------------------------ | ------------------- | -------- |
| 1968 | Смілива гра              | Місіс Карлайл       |          |
| 1968 | З леді так не поводяться | Місіс Фіттс         |          |
| 1970 | П'ять легких п'єс        | Самія Главія        |          |
| 1971 | Банда Гріссомів          | Гледіс «Ма» Гріссом |          |
| 1979 | Жах Амітивіля            | Тітка Гелена        |          |

### Телебачення
| Рік       | Назва              | Роль            | Notes                                   |
| --------- | ------------------ | --------------- | --------------------------------------- |
| 1958      | Приманка           | Міллі Бейкер    | «Blind Date»                            |
| 1959      | Голе місто         | Емі Гері        | «Four Sweet Corners»                    |
| 1962      | Голе місто         | тітка Мод       | «Goodbye Mama, Hello Auntie Maud»       |
| 1962      | Захисники          | місіс Прінцлер  | «The Avenger»                           |
| 1962      | Сем Бенедикт       | Амелія Картер   | «Everybody's Playing Polo»              |
| 1963      | Сутінкова зона     | місс Френк      | «Mute»                                  |
| 1963      | Доктор Кілдер      | Сара Андерсон   | «A Trip to Niagara»                     |
| 1963      | Одинадцята година  | Агата Міллер    | «The Bride Wore Pink»                   |
| 1964      | Бен Кейсі          | Керолін Баллард | «Heap Logs and Let the Blaze Laugh Out» |
| 1964      | Бреннер            | місіс Фрідмен   | «The Vigilantes»                        |
| 1965      | Медсестри          | Енні Клойн      | «Threshold»                             |
| 1966      | Гоук               | Геллі Сіммонс   | «How Close Can You Get?»                |
| 1968      | NET Playhouse      | Рут             | «Home»                                  |
| 1969–1970 | На порозі ночі     | Памела Стюарт   | TV series                               |
| 1972      | Jigsaw             | місіс Каммінгс  | TV film                                 |
| 1974–1986 | Інший світ         | Ліз Метьюз      | Contract role                           |
| 1987      | American Playhouse | місіс МакГвайр  | «Stacking»                              |
| 1987–1994 | Інший світ         | Ліз Метьюз      | Recurring role (final appearance)       |